# Мишлеш
Мишлеш — село в Рутульском районе Дагестана.
Образует сельское поселение село Мишлеш как единственный населённый пункт в его составе.

## География
Село расположено на правом берегу реки Самур и граничит на севере с селом Муслах, на западе — с селом Корш, а на юго-западе — с селом Сувагел Закатальского района республики Азербайджан.

## Население
| 1895  | 1926  | 1939  | 1970  | 1989  | 2002  | 2010  |
| ----- | ----- | ----- | ----- | ----- | ----- | ----- |
| 681   | ↘585  | ↘454  | ↗811  | ↗1025 | ↗1242 | ↘1182 |
| 2012  | 2013  | 2014  | 2015  | 2016  | 2017  | 2018  |
| ↘1166 | ↗1172 | ↘1166 | ↘1155 | ↘1129 | ↘1113 | ↗1116 |
| 2019  | 2020  | 2021  | 2023  | 2024  | 2025  |       |
| ↗1119 | ↘1112 | ↘1055 | ↗1057 | ↗1060 | ↗1061 |       |

## История
Это единственное селение цахуров, в котором существует предание о возникновении его путём слияния нескольких мелких поселений: Хьеегь, Гӏака, Маллейн-атта. Из Хьегь вышел тухум Гьаӏмидер, из Гӏака — тухум Хъалибынбы, из Маллейии-атта — тухум Гӏытӏбы. Все эти тухумы расположились в Мишлеше компактно. Каждый тухум составляет определённый квартал, который носит название своего тухума. Так, квартал Хъалибынбы занимают верхнюю часть аула; квартал Гьаӏмидер — юго-западную часть, а Гӏытӏбы — восточную часть.
Вокруг села и в самом селе много древних наскальных изображений, пиктограмм. Многие наскальные изображения, надписи на древнеарабском языке, а также названия местностей пока расшифровке исследователей не поддаются.
Во второй половине XIX века (1864 год) по семейным спискам Самурского округа в Мишлеше проживало 89 хозяйств, в них 248 мужчин и 235 женщин, а по данным 1873 года 148 хозяйств и в них 359 мужчин и 321 женщина.
Во время землетрясения, которое «пало на область Дагестана в 1667—1668 году» были разрушены многие аулы Южного Дагестана, в том числе Мишлеш. Из-за этого в селе погибло 110 человек.
Согласно древней надписи в сел. Мишлеш, во время чумы в 1749—1750 годов умерло 450 человек.
До революции и в первые годы после революции в Мишлешской мечети было медресе, в котором обучались дети из разных районов Дагестана и Азербайджана.
Здесь учился и учёный-арабист, астроном и биолог Гаджи-Курбан-Эфенди аль Бакри из Мишлеша (его работы по математике, геометрии, астрономии хранятся в Рукописном фонде Дагестанского научного центра РАН). Интересные сведения о нём представлены в эпиграфике (XI—XIX вв.), чем в своё время интересовалась Петербургская АН, в годы Советской власти — АН СССР. Мишлеш был известен своими каллиграфами — писцами (XII—XIX вв.), учеными-арабистами. Особо прославилась династия Бакриевых (ХVІ—XX вв.).
Мишлешцы Горного Магала и Алазанской долины вместе с Джаро-Белоканскими вольными обществами воевали, защищая свои земли от нашествия монголов, Тимура, персов и турок. Участвовали в войне с Надир-шахом, в Джиныхской битве с его братом Ибрагим-ханом в 1741 г. (он был захвачен, казнён и сожжён). Мишлешцы принимали деятельное участие в Кавказской войне. Их возглавлял Ачлей Рамазан.

## Инфраструктура
В настоящее время в селе Мишлеш функционируют ясли — детсад, больница, дом культуры, библиотека, почтовое отделение, где работают выпускники Мишлешской средней общеобразовательной школы.

## Достопримечательности
- Дом Ачлей Ибрагим-юзбаши (построен в 70 г. ХІХ уста Ахмедом, входит в список архитектурных памятников Дагестана).
- Оборонительная стена под названием КьыӏтІхаӏрав (Китхарав): она примечательна особой кладкой стены из местного материала, не подвластной времени и катаклизмам; время её строительства не известно; хорошо сохранились бойницы; К сожалению настоящее время стена полностью разрушена.
- Святыня Султана шейх — Эмира (мавзолей, могила самого святого, которая находится в специальном помещении).
- Мечеть с минаретом в центре села. Это архитектурное сооружение было построено в XIII веке на средства вдовы Султан шейх Эмира аль Богдо, одного из 5 братьев — проповедников ислама, выходцев из Сирии, мавзолей которого тоже находится в селе Мишлеш. Прямыми потомками этого проповедника являются Саидгасановы, в доме которых хранится реликвия — уздечка мула, принадлежавшего Султан шейх Эмиру. В 30-е годы хранитель мечети Саидгасанов Саидгасан был репрессирован и исчез бесследно.

## Известные уроженцы
- Ибрагимов, Гарун Халилович — доктор филологических наук, профессор Дагестанского педагогического института. Главный редактор дагестанской республиканской еженедельной цахурской газеты «Нур» (на цахурском языке).
- Гаджи-Курбан-Эфенди аль Бакри из Мишлеша — крупный учёный-арабист, астроном и биолог.
- Ачлей Рамазан — один из руководителей Закатальского восстания 1830 г. Был наибом в Каратах. Активно участвовал в освободительном движении горцев Дагестана и Чечни.